# Fran Lhotka
Fran Lhotka (Mladá Vožice, 25. prosinca 1883. – Zagreb, 26. siječnja 1962.), hrvatski skladatelj i dirigent i glazbeni pedagog češkog podrijetla. Kao nastavnik harmonije odgojio je gotovo sve hrvatske suvremene skladatelje. Skladao je orkestralna, scenska, komorna i klavirska djela, glazbu za filmove te zborove i pjesme. Skladbe su mu formalno jednostavno i pregledno građene, ritamski bogate i pune velikih zvučnih kontrasta. Melodika mu se oslanja na hrvatski folklor, koji je motivski spretno razrađen. Po njemu nazvana i Glazbena škola u Sisku njemu u čast nosi njegovo ime. Hrvatski skladatelj Ivo Lhotka-Kalinski je sin, a violončelist Bojan Lhotka unuk Frana Lhotke.

## Životopis
Fran Lhotka je od 1899. studirao na Konzervatoriju u Pragu kompoziciju i rog kod Karela Steckera, Josefa Kličke i Antonína Dvořáka; diplomirao je 1905. Godine 1908. djelovao je kao nastavnik u Glazbenoj školi u Jekaterinoslavu (Dnjipru) Godine 1909. dolazi u Zagreb gdje biva angažiran kao kornist i korepetitor opernog ansambla Hrvatskoga narodnog kazališta. Od 1910. bio je nastavnik u školi Hrvatskoga glazbenog zavoda, od 1922. do 1962. profesor na Muzičkoj akademiji (od 1941. do 1945. umirovljen) te njezin rektor (od 1923. do 1940. i 1948. do 1952.). Ravnao studentskim orkestrom i zborom Akademije, od 1913. do 1921. Hrvatskim pjevačkim društvom »Lisinski« te od 1923. do 1929. Društvenim orkestrom HGZ-a. Skladati je počeo nadovezujući se na tradiciju čeških romantičara; dolaskom u Hrvatsku priključio se novonacionalnomu smjeru, prihvativši obilježja glazbenoga folklora te novije skladateljske tehnike, a dijelom i elemente ekspresionističkoga izraza. Zarana je očitovao sklonost za glazbenoscenska djela, napose smisao za spajanje glazbe s plesnom ritmikom i pokretima. U zagrebačkom su mu kazalištu izvedene 1909. »scenska bajka« s pjevanjem i plesom Zlatokosi kraljević (tekst Milan Ogrizović), 1918. opera Minka, a 1920. opera More, »glazbena vizija« na libreto Milutina Cihlara Nehajeva i stihove Vladimira Nazora, u kojoj je glazbena građa zasnovana na hrvatskim folklornim elementima. Godine 1935., surađujući s autorima libreta, baletnim umjetnicima Pijom i Pinom Mlakarom, glazbu kraćega baleta Đavo i njegov šegrt (praizvedba 1931. u zagrebačkom HNK, libreto Zlatko Grgošević) ugradio je u svoje najpoznatije djelo, balet Đavo u selu (praizveden 1935. u züriškom Državnom kazalištu i 1937. u zagrebačkom HNK), te ostvario jedinstven primjer scenske moderne u nas. Predstavljajući glavne likove znakovitim glazbenim motivima te suprotstavljajući lirske i dramatske prizore, u njemu je za svaku situaciju pronašao prikladno rješenje: majstorska stilizacija narodnih napjeva i bogatstvo ritmike povezani su jedinstvenim harmonijskim tkivom i znalačkom orkestracijom u umjetnički zaokruženu cjelinu. Izvođen na mnogim domaćim i svjetskim pozornicama, Đavo u selu stekao je trajnu popularnost, postavši uz operu Ero s onoga svijeta Jakova Gotovca najpopularnijim glazbenoscenskim ostvarenjem novonacionalnoga smjera u hrvatskoj glazbi. U orkestralnim i komornim skladbama Lhotka se pridržava klasičnih oblika te stvara jezgrovitu, ritmički čvrstu tematiku i bogatu harmonijsku građu, ali uvijek ostaje u okvirima tonalitetnosti, uza znalački izvedenu instrumentaciju. Zborske skladbe, ponajviše za muški zbor, izvorno su skladane u narodnom duhu ili su obradbe pučkih napjeva. Skladao je glazbu za igrane filmove Živjet će ovaj narod (N. Popović, 1947.), Major Bauk (Popović, 1951.) i Svoga tela gospodar (F. Hanžeković, 1957.) te dokumentarne Cement (s M. Ciprom, I. Tomulić, 1947.), Na novom putu (K. Golik, 1948.), Jugoslavenski Jadran (M. Katić, 1950.) i (Dubrovnik, Katić, 1952.). Instrumentirao je skladbe drugih hrvatskih skladatelja. Kao dirigent orkestra Muzičke akademije (od 1922. do 1941.) odgojio je »sve naše istaknute instrumentaliste« (S. Zlatić), a kao zborovođa uzdignuo HPD »Lisinski« u najbolji hrvatski zbor onoga doba. Autor je udžbenika "Dirigiranje" (Zagreb 1931., 1981.) i "Osnovi homofonog sloga", 1–2 (Zagreb 1934; Harmonija, 1948., više izd. do 1986.). Djela su mu tiskana i u zagrebačkim izdanjima "Album popjevaka hrvatskih suvremenih skladatelja" (1943.), "Zbirka muških zborova" (1952.), "Zborovi" (1956.), "Album zborova" (1957.) i "Hrvatska popijevka od B. Berse do Z. Grgoševića", 4 (1985.) te snimljena na kasete Lijepa naša (Orfej, 1990.) i Pizzicato (Zg Zoe Music, 1997.), Jugotonove LP ploče Antologija hrvatske glazbe, 5 (1973.), Đavo u selu (1983.) i Marijana Radev (1991.), CD Hrvatska komorna glazba 20. st., Zagrebački puhački trio (oba Croatia Records, 1992.), Antologija hrvatske glazbe za rog (Hrvatsko društvo skladatelja i Muzički biennale Zagreb, 1997.) i Minijature za rog (Cantus, 2010.). U fonoteci Hrvatskoga radija sačuvano je 97 snimka njegovih djela. Napisima o svojim radovima surađivao je u časopisima Muzika (1928.), Jutarnji list (1932.), Muzički glasnik (1932.), Kulisa (1937.), Novo doba (1938.) i Novosti (1938.). Radom i svestranošću svrstao se među vodeće osobnosti hrvatske glazbene kulture 20. stoljeća. Veći dio njegove ostavštine pohranjen je u Nacionalnoj i sveučilišnoj knjižnici i Hrvatskom državnom arhivu u Zagrebu.
Zaslugom Vlatke Banek 1987. je u zagrebačkom naselju Prečkom postavljeno poprsje u njegovoj ulici.

## Vanjske poveznice
- Lhotka, Fran Hrvatska enciklopedija. LZMK (životopis)
- LZMK / Proleksis enciklopedija: Lhotka, Fran (životopis)
- HDS ZAMP – Fran Lhotka (popis djela)
- Discogs.com – Fran Lhotka (diskografija)
- IMDb.com – Fran Lhotka